# Uramya setiventris
Uramya setiventris là một loài ruồi trong họ Tachinidae.